# Реки и мосты
«Реки и мосты» — первый официальный студийный альбом российской рок-группы «Машина времени», выпущенный Всесоюзной фирмой «Мелодия» на грампластинках в начале 1987 года. По данным «Мелодии», тираж альбом составил 1 миллион экземпляров. Записан на репетиционной базе в ДК «Сетунь» в 1986 году. Переиздан на компакт-дисках в 1996 году.
Является третьим альбомом группы, изданным на виниле. В партиях альбома, выпущенных ленинградским филиалом «Мелодии», оба диска были помещены в один конверт с фотографией группы на развороте.

## Аннотация к альбому
Данная запись — плод нашей двухлетней работы. Это не собрание песен, а единое произведение — путешествие в Страну Рек и Мостов. Реки разделяют нас. Мосты помогают соединиться. Спасибо всем, кто помогал нам в этом путешествии.— Андрей Макаревич

## Отзывы критиков
Музыкальный критик Артур Гаспарян в своей статье для газеты «Московский комсомолец» в первую очередь отметил эпохальный вклад группы в советскую рок-музыку, а также её духовную и творческую связь с The Beatles, посчитав сильной стороной последних интеграцию в мировую рок-музыку принципов гуманизма, что было перенято и участниками «Машины Времени». Он также предположил сильное влияние альбома Леннона Walls and Bridges. Реки и мосты — «цельное, драматургически и композиционно законченное произведение», основной идеей которого рецензент назвал безудержную веру в лучшее, но исход борьбы добра и зла в альбоме не предрешён, так как «автор оставляет финальное слово за человеческой волей.»
Сайт «СоюзМузыка» написал, что любители русского рока обычно делят периоды существования «Машины времени» на подпольный и официальный, всецело отдавая предпочтение первому и забывая, что в филармоническую эпоху были написаны не только «Поворот» и «За тех, кто в море», но и множество других, незаслуженно забытых песен. Особенно много их на этом альбоме, название которого явно отсылает к одному из лучших произведений Джона Леннона — Walls And Bridges. Если составлять плейлист с песнями о весне, можно включить туда «Ветер над городом», а если хочется погрустить, не обойтись без композиций «Время» и «Старые друзья». Впрочем, альбом лучше всего слушать целиком, ведь, как писал сам Макаревич, это не собрание разрозненных песен, а путешествие в страну разъединяющих рек и объединяющих мостов.

## Список композиций
Все тексты написаны Андреем Макаревичем.
| №  | Название                    | Музыка    | Длительность |
| -- | --------------------------- | --------- | ------------ |
| 1. | «Реки и мосты»              | Макаревич | 5:57         |
| 2. | «Флюгер»                    | Макаревич | 4:08         |
| 3. | «Гололёд»                   | Макаревич | 3:39         |
| 4. | «Она идёт по жизни, смеясь» | Макаревич | 2:21         |

| №  | Название               | Музыка    | Длительность |
| -- | ---------------------- | --------- | ------------ |
| 1. | «Пока не спущен курок» | Кутиков   | 4:03         |
| 2. | «Календарь»            | Макаревич | 3:51         |
| 3. | «Песня, которой нет»   | Макаревич | 3:44         |
| 4. | «Ветер над городом»    | Макаревич | 3:55         |

| №  | Название               | Музыка    | Длительность |
| -- | ---------------------- | --------- | ------------ |
| 1. | «Разговор в поезде»    | Макаревич | 2:31         |
| 2. | «Время»                | Макаревич | 4:15         |
| 3. | «Ночь»                 | Кутиков   | 4:49         |
| 4. | «Весь мир сошёл с ума» | Макаревич | 4:50         |

| №  | Название                             | Музыка    | Длительность |
| -- | ------------------------------------ | --------- | ------------ |
| 1. | «Старые друзья»                      | Макаревич | 4:56         |
| 2. | «Если бы мы были взрослей»           | Кутиков   | 3:47         |
| 3. | «Кошка, которая гуляет сама по себе» | Макаревич | 2:12         |
| 4. | «Увидеть реку»                       | Макаревич | 4:16         |

## Первый вариант альбома
Первый вариант был записан на магнитную ленту весной 1986 г. Все песни этой записи имеют отличные от издания на виниле (второй вариант) аранжировки и хронометраж.
1. «Реки и мосты» (6:24)
2. «Флюгер» (4:11)
3. «Гололёд» (3:51)
4. «Она идёт по жизни, смеясь» (2:18)
5. «Пока не спущен курок» (3:31)
6. «Календарь» (4:09)
7. «Песня, которой нет» (3:40)
8. «Ветер над городом» (3:14)
9. «Музыка под снегом» (4:24)
10. «Мой мир» (3:18)
11. «Подойти к реке» (4:37)

Впоследствии из издания на виниле исключены песни «Мой мир» (не издавалась) и «Музыка под снегом» (издана на LP «В добрый час» 1986 г.), но добавлены несколько песен из магнитоальбома «Чужие среди чужих». Название песни «Подойти к реке» было изменено на «Увидеть реку». Песня «Пока не спущен курок» перезаписана в кардинально изменённой аранжировке. Общеизвестным и общедоступным является именно второй вариант альбома.

## Участники записи
«Машина времени»
- Андрей Макаревич — вокал, все гитары, дополнительные клавишные
- Александр Кутиков — бас-гитара, вокал
- Александр Зайцев — клавишные, синтезатор, бэк-вокал
- Валерий Ефремов — ударные, драм-машина

Приглашенные музыканты
- Павел Смеян — тенор-саксофон («Пока не спущен курок»)

## Выходные данные
- звукорежиссёры: А. Кутиков, А. Ветр
- редактор: И. Йотко
- художник: В. Плахов
- фото: В. Пищальников